# Kleine Zusters van de Heilige Joseph

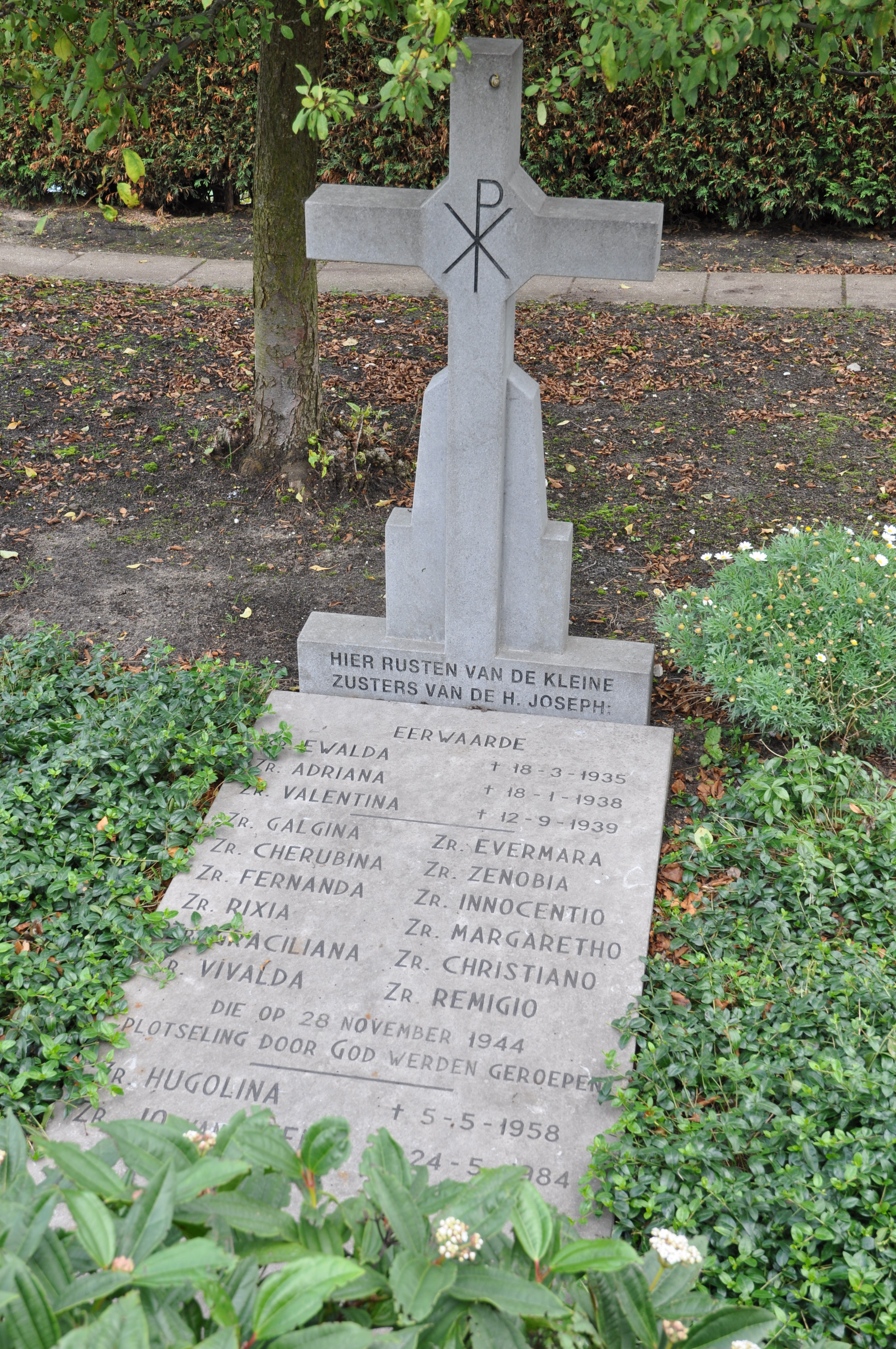
Zustergraf op de Rooms-Katholieke Begraafplaats Gouda

De Kleine Zusters van de Heilige Joseph is een rooms-katholieke zustercongregatie uit Heerlen in Nederland. Deze religieuzen werkten in de gezondheidszorg, het onderwijs en de thuiszorg.

## Geschiedenis
De congregatie is in 1872 opgericht door de Heerlense priester Petrus Joseph Savelberg. In de tweede helft van de 19e eeuw stonden de sociale verbanden van die tijd onder druk vanwege de heersende landbouwcrisis en de opkomende industrialisatie. Adequate zorg en verzorgende voorzieningen waren er bijna niet. De onderkant van de samenleving had het in die tijd niet gemakkelijk. Savelberg was een ondernemend geestelijke en probeerde voor deze mensen op te komen. Hij verenigde zes vrouwen uit Heerlen en omstreken tot een congregatie. Het moest een sobere en eenvoudige gemeenschap worden. Iedereen die maatschappelijk buiten de boot viel, kon op de steun van deze zusters rekenen. Savelbergs leus “Helpen waar niemand helpt” vormde de grondgedachte van de congregatie. In vrij korte tijd groeide de congregatie uit tot 21 kloosters. Meer dan 3000 vrouwen traden in en ooit was de congregatie de op een na grootste van Nederland. Zij stond open voor vrouwen zonder opleiding, zonder geld, of met een handicap. In 2010 waren er nog 240 Kleine Zusters in leven.

## Werkzaamheden
De zusters werkten in ziekenhuizen, weeshuizen, verpleegtehuizen en kinderherstellingsoorden. Ze deden dienst in ruim tachtig Nederlandse en Belgische instellingen, maar ook in de missie in Afrika en Azië. Toen Frans de Wever samen met Savelberg het eerste ziekenhuis van Heerlen oprichtte, namen de zusters de verpleging op zich. Op de Gasthuisstraat 2a had de congregatie haar eigen kapel naast het woonhuis van Savelberg. In 1897 kwam daar ook nog het verzorgingstehuis Sanatorium St. Joseph Heilbron bij. De congregatie is nog steeds actief. Het ziekenhuis aan de Houttuinen te Dordrecht is van 1929 tot en met 1974 door de zusters bestierd. In 1986 vertrok daar de laatste zuster. In de kapel van dat ziekenhuis is in het koor een raam over Savelberg geplaatst. In januari 1955 werd door de zusters in Nieuwenoord bij Baarn een rooms-katholieke inrichting voor zwakzinnigen gestart.

## Film
- De Kleine Zusters van de Heilige Joseph, VPRO-documentaire uit 2010;
- Kleine zusters, Andere Tijden-aflevering uit 2011.

## Kloosters en huizen
Kloosters en tehuizen van de congregatie van Kleine Zusters van de Heilige Joseph zijn of waren onder andere:
- Savelbergklooster, Huize De Berg en Huize Savelberg aan de Gasthuisstraat in Heerlen
- Klooster in Heel vanaf 1880 (later klooster St. Anna, verlaten 2002, uiteindelijk gesloopt)
- Klooster in Vroenhof (Houthem) van 1927 tot 1963/1964 (de Sint-Martinuskerk deed dienst als kloosterkapel)
- Klooster Kleine Zusters van Sint Joseph te Meerssen (1935-2006) (zie ook Proosdij van Meerssen)
- Huize Sint-Elisabeth (ter plaatse van Sint-Elisabethsdal) te Nunhem (1950-)
- Huize Liesbosch bij Breda (sinds 1971)
- Retraitehuis Seppe te Bosschenhoofd (-1972)
- Sint-Augustinusgesticht te Gellik (1901-1980)
- Retraitehuis St. Joseph (later Zwanenhof) te Zenderen (Ov)
- Sanatorium Hornerheide te Horn, vanaf 1926